# Kosaka Meguru
Kosaka Meguru (小坂めぐる (Tiểu Phản Huệ)) là một nữ diễn viên khiêu dâm nổi tiếng của Nhật Bản. Cô nổi tiếng với bộ ngực cỡ lớn G70. Cô được coi là người kế tiếp Matsuzaka Kimiko, thần tượng phim khiêu dâm có ngực lớn trong những năm 1980.

## Tiểu sử và sự nghiệp
Kosaka Meguru sinh ngày 8.8.1986 tại Saitama, Nhật Bản. Cô đóng một số phim người lớn tháng 12.2006 do Moodyz phát hành, Great Bust Debut (すごい乳房 デビュー Sugoi Chibusa Debut).
Sau một số video với Moodyz năm 2007, cô bắt đầu công việc với một số trường quay phim người lớn và từ đó cô đã xuất hiện trong hơn 200 DVD phim người lớn, nhiều phim trong đó tập trung vào bộ ngực lớn của cô. Có thông tin rằng cô tạm nghỉ việc tháng 10.2008 và định làm nữ tiếp viên hộp đêm.
Kosaka đã trở thành một trong các nữ diễn viên trong các DVD phim khiêu dâm bán chạy, xếp thứ 23 trong nửa đầu năm 2009 và thứ 71 trong cả năm.

## Danh sách chọn lọc phim tham gia
| Tên video | Ngày phát hành | Trường quay                     | Đạo diễn              | Ghi chú                                                                |  |
| --- | -------------- | ------------------------------- | --------------------- | ---------------------------------------------------------------------- |  |
| |                |                                 |                       |                                                                        |  |
| |                |                                 |                       |                                                                        |  |
| Wonderful Breast Debut すごい乳房 デビュー                                                                                                   | 2006-12-13     | Moodyz Diva MIDD-238            | [Jo]Style             | AV Debut                                                               |  |
| Big Bust and Paipan 爆乳とパイパン | 2007-01-13     | Moodyz Diva MIDD-253            | Fubuki Sakura         |                                                                        |  |
| Hyper-Digital Mosaic Vol.053 ハイパーデジタルモザイクvol.53                                                                                  | 2007-02-13     | Moodyz Diva MIDD-261            | Gonta                 |                                                                        |  |
| Torture Club 拷問くらぶ | 2007-03-01     | Moodyz Acid MIAD-270            | Kenzo Nagira          |                                                                        |  |
| Genuine Anal Fuck 真性アナルFUCK | 2007-04-01     | Moodyz Acid MIAD-282            | Fubuki Sakura         |                                                                        |  |
| Welcome to Bakunyu Soapland 爆乳ソープへいらっしゃい                                                                                         | 2007-11-16     | Crystal-Eizou Grace GRDV-055    | Juzo Kamonohashi      |                                                                        |  |
| Tora Tora Gold Vol.54 | 2008-02-01     | Tora-Tora-Tora TRG-054          |                       | Không qua kiểm duyệt                                                   |  |
| 90 cm G-cup Sexy Date With Busty, Squirting Girl 3 Meguru Kosaka 90cm Gcup 小坂めぐる 潮吹きデート巨乳目線3                                  | 2008-02-07     | Deeps DVDES-017                 | Musuku Takigawa       |                                                                        |  |
| Horny, Busty Convenience Store! やっぱりあった！巨乳コンビニ                                                                                 | 2008-03-20     | V&R Products VSPDS-319          | Musuku Takigawa       | Với Sakura Kawamine, Naoko Kirishima & Momo Kazuki                     |  |
| School Girls Addicted to Love Potion これが噂の痙攣薬漬けJKモデル                                                                            | 2008-04-04     | Natural High IAT-051            | Itaka Smithringpowder | Với Saki Tsuji & Risa Hano                                             |  |
| Busty Moving Center 2 巨乳引越センター２ | 2008-04-17     | V&R Products VSPDS-325          | Tetsuya Nakai         | Với Meina & Mayu Benishiro                                             |  |
| Big Tits Orgasmic Hypnotism And Ecstasy 爆乳快楽催眠アクメ                                                                                   | 2008-04-19     | Dogma DDB-062                   | Be-Bop Minoru         |                                                                        |  |
| Love Emotion: Meguru Kosaka | 2008-04-25     | Pink Puncher PB-131             |                       | Không qua kiểm duyệt                                                   |  |
| Only College Gals; G-cup Tutors Double Casts 2 女子大生限定 Ｇcỡ áo ngực家庭教師センター Ｗキャスト ２                                       | 2008-05-09     | Up'S SUPS-049                   | Birudasshu            | Với Sara Ishiguro                                                      |  |
| The Ultimate Creampie Slut Clinic 絶対中出し出来る痴女クリニック                                                                             | 2008-05-13     | Marx Brothers SMA-327           |                       |                                                                        |  |
| Creampie Raped High School Girl ザーメン中出し凌辱女子校生                                                                                   | 2008-06-01     | Wanz Factory NWF-124            | Yutaka Akiyama        |                                                                        |  |
| BUSTY SWIM SCHOOL PART 5 巨乳スイミングスクール PART.5                                                                                       | 2008-06-05     | V&R Products VSPDS-337          | TAKE-D                | Với Roa Sumikawa, Rina Aina, Rio Takahashi & Ai Serizawa               |  |
| Hot Teacher At Hot Spa, Meguru 湯けむり女教師 めぐる                                                                                         | 2008-06-13     | Up'S SUPS-059                   | Junk Saito            |                                                                        |  |
| Members Club Luxury Soap 会員制高級ソープ 二輪車限定 むっちりギャル専門店                                                                    | 2008-06-20     | Glayz Burst BUR-210             |                       | Với Aya Fukuzawa, Meina Minami & Sayaka Minami                         |  |
| Creampie School Girls 5 生中出し女子校生4時間5                                                                                               | 2008-06-20     | Media Station Bazooka MDB-096   |                       | Với Satomi Suzuki, Mimi Kosaka, Anna Kosaka & 6 người khác             |  |
| G-Cup School Girl G cup 女子校生 | 2008-06-27     | Max-A Black Max SBMX-017        | Mr. Bee               |                                                                        |  |
| 10-SQUIRTING OF E/G-CUP LOLITA GIRLS E・Ｇcỡ áo ngực・ロリータ潮吹き１０連発                                                                 | 2008-07-04     | V&R Products VSPDS-347          | Strawberry            | Với Yuri Kosaka                                                        |  |
| Ultra Big Tits | 2008-07-11     | Prestige Erogenus Zone EZD-144  |                       |                                                                        |  |
| TWO-WAY MIRROR CAR: GALS HUNT BOYS IN YOKOHAMA マジックミラー号 激烈ボディー 逆ナンパ 横浜みなとみらい編                                     | 2008-07-17     | Deep's DVDES-098                | Steven Sotabergh      | Với Yuri Kosaka, Rio Hamasaki & Saki Tsuji                             |  |
| High-School Girl, Nakadashi 20 Times Continuously 女子校生 中出し20連発                                                                      | 2008-07-17     | IEnergy IESP-423                | Yakumo Matsubara      |                                                                        |  |
| Tentacle Orgasm 3 触手アクメ3 | 2008-07-17     | SOD SDMS-466                    | Kin Ishikawa          | Tentacle Rape With Meina Minami & Saki Asaoka                          |  |
| Meguru Clinic MEGURUクリニック | 2008-07-25     | Max-A Black Max SBMX-020        | Tabibito              |                                                                        |  |
| Ecstasy Drug Trance 強制猥褻 非合法ドラッグ                                                                                                  | 2008-08-01     | Wanz Factory NWF-151            | HEY6                  |                                                                        |  |
| SUPER MEGA COCK: BJ, SQUIRTING AND CREAMPIE!! Vol. 2 知らない女だけが損をする！世界最大級のメガチ○ポで強制フェラ/ハメ潮/生中出しをヤる VOL.2 | 2008-08-07     | Dandy DANDY-100                 | Hawai Nagase          | Interracial                                                            |  |
| Busty Gokkun Angel 爆乳ごっくんエンジェル | 2008-08-19     | M's Video Group Shock MVSD-066  |                       |                                                                        |  |
| Busty Lover, Meguru Kosaka 巨乳な彼女 小坂めぐる                                                                                             | 2008-08-21     | Akinori AKNR FSET-140           | Rascaux Kawasaki      |                                                                        |  |
| My Busty Tutors Full-Cast ボクの巨乳家庭教師 フルキャスト                                                                                    | 2008-09-12     | Up'S SUPS-073                   |                       | Với Ai Miyazaki và 3 nữ diễn viên khác                                 |  |
| Cum in Mouth and Pussy 飲みたがるオクチとマンコ                                                                                              | 2008-09-19     | M's Video Group Shock MVSD-068  | Tatsuya Aoki          |                                                                        |  |
| Busty Creampie Gal 5 生中出し巨乳ギャル５ | 2008-09-26     | Cosmos Plan RMD-753             | Tatsuhito Suzuki      | Với Roa Sumikawa, Manami Momosaki, Ai Miyazaki & Romihi Nakamura       |  |
| Big Tits Busters 2 爆乳BUSTERS2 | 2008-10-01     | IdeaPocket Tissue IPSD-034      |                       | Với Chichi Asada & Haru Aoki                                           |  |
| Absolute Obedient Robot 絶対服従ロボット | 2008-10-09     | Akinori AKNR FSET-150           | YSK                   |                                                                        |  |
| Extreme Pee, Meguru Kosaka ものすごい失禁 小坂めぐる                                                                                         | 2008-10-23     | IEnergy IESP-444                | Mr. WATAKANO          |                                                                        |  |
| Gal Style Lesbian 4 GALと女子校生 4 | 2008-10-24     | U&K Babel MGJ-04D               |                       | Với Momomi Sawajiri                                                    |  |
| Fuck Hard The Prettiest Girl! Meguru Kosaka あのかわいいコンビニの女の子とどうしてもヤリたい! 小坂めぐる                                     | 2008-11-14     | Up'S SUPS-084                   | Taira Takano          |                                                                        |  |
| Ecstasy 4 Hours Lesbian & Nakadashi Special イカセ４時間 レズ＆中出しスペシャル                                                              | 2008-11-17     | KMP MILD-574 RMILD-574 (Rental) | Katsuya Taguchi       |                                                                        |  |
| Noble Sisters Are Violated キモ男が華族姉妹を集団暴行中出し                                                                                  | 2008-11-22     | Marx Brothers AVGL-137          | Mousaku Niizato       | Với Mai Hanano tham gia cuộc bầu chọn AV Grand Prix 2009               |  |
| Big Tits Loving Grandfather Erotic Mischief 6 ボイン大好き亀市爺さんのHなイタズラ 六                                                         | 2008-12-04     | Glory Quest Boys Kageki SKD-33  |                       | Với Shigeo Tokuda                                                      |  |
| Acme Bicycle Ejaculation! アクメ自転車がイクッ！！                                                                                           | 2008-12-04     | SOD SDMS-598                    | Hajime Yarigasaki     |                                                                        |  |
| Kamikaze Premium Vol. 46 | 2008-12-05     | Kamikaze KP-046                 |                       | Không qua kiểm duyệt                                                   |  |
| Busty Lesbian 爆乳レズＷ口全ワイセツ | 2008-12-21     | h.m.p. HODV-20541               | Kaoru Toyoda          | Với Mirai Haneda                                                       |  |
| Semen Craving Double Sluts 連続搾精W痴女 | 2009-01-01     | Wanz Factory NWF-212            |                       | Với Yumi Kazama                                                        |  |
| Building of Only Sex Service Shop With Hot Models 完全撮りおろし カリスマモデルだらけの超高級風俗ビル                                        | 2009-01-16     | KMP MILD-584 RMILD-584 (Rental) | K*West                | Với Yuri Kosaka, Saki Tsuji & Hikari Hino                              |  |
| Meguru Kosaka & Roa Sumikawa Pick Up Guys and Fuck! 稼いだ金が今日のギャラ！小坂めぐる＆澄川ロアが女子高生になりすまして援交逆ナンパ         | 2009-01-22     | Deep's DVDES-149                | AKIRA                 | Với Roa Sumikawa                                                       |  |
| The Last Paipan: Meguru Kosaka | 2009-01-22     | MATSU Entertainment MTB-001     |                       | Không qua kiểm duyệt                                                   |  |
| Non Stop Orgasm - Portio Endorphin NON STOP ORGASM ポルチオエンドルフィン                                                                    | 2009-02-20     | Crystal-Eizou e-Kiss EKDV-027   | Meo Sakamoto          |                                                                        |  |
| Super High-Class Soap Charismatic Model 完全撮りおろし もしもカリスマモデルが超高級ソープ嬢だったら・・・                                    | 2009-06-26     | KMP MILD-603 RMILD-603 (Rental) | K*West                | Với Hikari Hino, Neiro Suzuka & Eku Ibuki                              |  |
| Hello Titty Vol. 6 | 2009-11-23     | Asian Eyes TW-02696             |                       | Với Haruka Aoyama, Mai Haruna & Niche Không qua kiểm duyệt             |  |
| Maid In Japan | 2010-03-15     | Asian Eyes TW-02714             |                       | Với Aya Sakaki, Miku Anzai, Satsuki & Seira Rando Không qua kiểm duyệt |  |

## Các nguồn
- "Blog chính thức của Kosaka Meguru". Bản gốc lưu trữ ngày 26 tháng 3 năm 2013. Truy cập ngày 22 tháng 1 năm 2012.
- "Kosaka Meguru". Danh mục AV Idol. Truy cập ngày 3 tháng 8 năm 2010. {{Chú thích web}}: Liên kết ngoài trong |publisher= (trợ giúp)
- "Meguru Kosaka". Urabon Navigator 1997-2006. Bản gốc lưu trữ ngày 27 tháng 8 năm 2011. Truy cập ngày 14 tháng 3 năm 2010. {{Chú thích web}}: Liên kết ngoài trong |publisher= (trợ giúp)
- "Kosaka Meguru - Hồ sơ và phim trên Moodyz" (bằng tiếng Nhật). Moodyz. Bản gốc lưu trữ ngày 26 tháng 2 năm 2012. Truy cập ngày 30 tháng 3 năm 2010. {{Chú thích web}}: Liên kết ngoài trong |publisher= (trợ giúp)
- "Kosaka Meguru - Hồ sơ và phim trên KMP" (bằng tiếng Nhật). KMP. Bản gốc lưu trữ ngày 11 tháng 8 năm 2010. Truy cập ngày 30 tháng 3 năm 2010. {{Chú thích web}}: Liên kết ngoài trong |publisher= (trợ giúp)